# Ruokonen
Ruokonen eller Ruokojärvi är en sjö i Finland. Den ligger i kommunen Villmanstrand i landskapet Södra Karelen, i den södra delen av landet, 190 km öster om huvudstaden Helsingfors. Ruokonen ligger 52,7 meter över havet. I omgivningarna runt Ruokonen växer i huvudsak blandskog. Arean är 1,09 kvadratkilometer och strandlinjen är 5,8 kilometer lång. Sjön  ingår i Tervajokis huvudavrinningsområde. 